# Teays Valley
Teays Valley és una concentració de població designada pel cens dels Estats Units a l'estat de Virgínia de l'Oest. Segons el cens del 2000 tenia 12.704 habitants.

## Demografia
Segons el cens del 2000, Teays Valley tenia 12.704 habitants, 4.789 habitatges, i 3.749 famílies. La densitat de població era de 668,3 habitants per km².
Dels 4.789 habitatges en un 39,6% hi vivien nens de menys de 18 anys, en un 67,3% hi vivien parelles casades, en un 9% dones solteres, i en un 21,7% no eren unitats familiars. En el 19,1% dels habitatges hi vivien persones soles el 7,6% de les quals corresponia a persones de 65 anys o més que vivien soles. El nombre mitjà de persones vivint en cada habitatge era de 2,62 i el nombre mitjà de persones que vivien en cada família era de 3.
Per edats la població es repartia de la següent manera: un 27,2% tenia menys de 18 anys, un 6,4% entre 18 i 24, un 29,8% entre 25 i 44, un 24,1% de 45 a 60 i un 12,4% 65 anys o més.
L'edat mediana era de 38 anys. Per cada 100 dones de 18 o més anys hi havia 87,6 homes.
Entorn del 6,5% de les famílies i el 8,1% de la població estaven per davall del llindar de pobresa.

## Poblacions properes
El següent diagrama mostra les poblacions més properes.